# Feliks Gadzaliński
Feliks Gadzaliński (ur. 1 grudnia 1870 w Słupnie, zm. 29 marca 1908  w Płocku) – płocki fotograf, działacz niepodległościowy, (ps. Cham). Syn Antoniego, organisty.
Z zawodu był fotografem. Posiadał własny zakład fotograficzny w Płocku i dzięki temu pozostawił po sobie spory dorobek pocztówek przedstawiających rzadkie obecnie lub już nieistniejące dwory i dworki, wille, sklepy czy zakłady produkcyjne. Były one najczęściej robione na zamówienie rodzin, chcących uwiecznić siebie i bliskich na tle swoich dworów lub sklepów. W ten sposób zachowała się spora ilość rzadkich dziś ilustracji architektury z tamtego okresu nie tylko z Płocka, lecz także z okolicznych mieścin.
W 1907 r. był członkiem Oddziału Komitetu Robotniczego Polskiej Partii Socjalistycznej – Frakcji Rewolucyjnej w Płocku. Z której powstały organizacje bojowe walczące na Mazowszu Płockim o niepodległą Polskę.
2 stycznia 1907 pięciu członków OB PPS FR dokonało zamachu na carskiego żołnierza Wasilija Ksenofontova, który podczas przesłuchań wyjątkowo bestialsko obchodził się aresztowanymi na terenach Królestwa Polskiego. W tym czasie naczelnikiem Płockiego i Sierpeckiego Powiatowego Zarządu Żandarmerii został pułkownik Bielski. Zarządził on szeroko zakrojone śledztwo w sprawie śmierci Ksenofontova, które doprowadziło do szeregu aresztowań ważnych członków OB PPS FR, zesłanych następnie - wyrokiem sądu - na Syberię. To było powodem wydania przez Wydział Bojowy wyroku śmierci na Bielskiego.
Trudnego do odnalezienia pułkownika, pojawiającego się w mieście tylko w ubraniu cywilnym, namierzono 2 lutego 1907 na Wzgórzu Tumskim. Natychmiast udali się tam Kazimierz Pielat, Leon Dziczkowski i Piotr Rydzewski "Wielki". Pierwszy z nich wykonał rozkaz Wydziału Bojowego i strzelił w głowę pułkownika Bielskiego, po czym całej trójce udało się zbiec. Jednak  w noc po zamachu policja aresztowała Dziczkowskiego i Pielata, którego niedługo potem wypuszczono na wolność.
Do końca 1907 roku było tych aresztowań tyle, że Kazimierz Pielat doszedł do wniosku, iż przyczyniła się do nich zdrada kogoś z szeregów partii. Bieg wypadków oraz szerokie kontakty Feliksa Gadzalińskiego sprawiły, że to on został przez Pielata o nią posądzony. Następnie skazany na karę śmierci. 25 marca Pielat strzelał do Gadzalińskiego w Słupnie, jednak z powodu ciemności zdołał go tylko zranić. Ciężko rannego Feliksa przewieziono do szpitala, gdzie opiekowała się nim żona i gdzie 29 marca oboje zginęli od kul innego bojowca, Witolda Habelmana "Marcina". Został on zatrzymany tuż po zamachu niedaleko szpitala i następnie skazany na karę śmierci. Wyrok stracenia wykonano 1 lipca 1908 roku na stokach warszawskiej Cytadeli.
Oskarżenie Gadzalińskiego okazało się tragiczną pomyłką. Nie mógł on być tajnym agentem policji, gdyż będąc członkiem Oddziału Komitetu Robotniczego PPS znał tyle ludzi, że policja mogłaby rozbić całą partię.

## Życie rodzinne
- Żoną Feliksa była nauczycielka, Helena Paulina z d. Miszewska, ur. 12 grudnia 1872 r. w Płocku, córka Jana.